# بن صهيون هاريل
بن صهيون هاريل (بالعبرية: בן-ציון הראל‏) ولد باسم بن صهيون هيرشويتيز (3 يونيو 1892 - 19 سبتمبر 1972) كان طبيبًا وسياسيًا إسرائيلي شغل منصب عضو في الكنيست عن قائمة الصهاينة العامة بين عامي 1951 و1959.

## السيرة الشخصية
ولد في كولديغا في الإمبراطورية الروسية (اليوم في لاتفيا)، تلقى تعليمه هاريل في هيدر والمدرسة الثانوية، قبل أن ينتقل إلى سويسرا لحضور الجامعة. لقد درس الكيمياء في جامعة زيورخ، والطب في جامعة برن، وتخرج كطبيب في عام 1916. خلال فترة وجوده كطالب شارك في المنظمات الصهيونية.
في عام 1921، هاجر لفلسطين الانتدابية، وعمل كطبيبًا في كيبوتس عين حيرود منذ عام 1922 حتى 1934. لقد أسس وخدم مديرًا للمستشفى المركزي في وادي يزرعيل وكان كبير الأطباء في كوبات هوليم في شمال البلاد. وفي عام 1935، أصبح رئيسًا لجمعية أطباء أرض إسرائيل، وفي العام التالي ساعد في إنشاء مستشفى آسوتا في تل أبيب.
بين عامي 1940 و1941، كان مسؤولًا عن شؤون حالات الطوارئ الصحية من قبل المجلس الوطني اليهودي. بعد الاستقلال في عام 1948 شغل منصب مدير عام وزارة الصحة حتى عام 1950، وساعد أيضًا في إنشاء مستشفى إليشا في حيفا. في عام 1951 تم انتخابه لعضوية الكنيست في قائمة الصهاينة العامة. في عام أعيد انتخابه، لكنه فقد مقعده في انتخابات 1959. لقد توفي عام 1972 عن عمر يناهز الثمانين.

## روابط خارجية
- بن صهيون هاريل على الموقع الإلكتروني للكنيست